# Pseudopterogorgia hummelincki
Pseudopterogorgia hummelincki är en korallart som beskrevs av Bayer 1961. Pseudopterogorgia hummelincki ingår i släktet Pseudopterogorgia och familjen Gorgoniidae. Inga underarter finns listade i Catalogue of Life.